# Ghanongga
Pour les articles homonymes, voir ghn.
Le ghanongga ou ganongga ou kubokota ou kumbokota (code de langue IETF : ghn) est une des langues de Nouvelle-Irlande, parlée par 2 510 locuteurs dans la Province occidentale, sur l'île Ranongga au nord. Elle est proche du lungga et du simbo.